# Repubblica Popolare Mongola
La Repubblica Popolare Mongola (Бүгд Найрамдах Монгол Ард Улс, БНМАУ; Bügd Nairamdakh Mongol Ard Uls, BNMAU; ˈbuɡət ˈnæe̯rəmdəx ˈmɔɴɢəɮ ˈar(ə)t ˈuɮ(ə)s) era uno Stato socialista esistito dal 1924 al 1992, situato nella regione storica della Mongolia Esterna nell'Asia orientale. 
Era governato dal Partito Rivoluzionario del Popolo Mongolo e mantenne stretti legami con l'Unione Sovietica nel corso della sua storia. Geograficamente, confinava con la Cina a sud e con l'Unione Sovietica (attraverso la RSFS Russa) a nord. Fino al 1944 confinava anche con la Repubblica Popolare di Tuva, uno Stato satellite sovietico riconosciuto solo dalla Mongolia e dall'Unione Sovietica.

## Storia

### Formazione
Dal 1758 al 1911, i mongoli vennero governati dalla dinastia Qing. Nel primo decennio del XX secolo, il governo Qing iniziò ad attuare le cosiddette Nuove politiche, finalizzate ad un'ulteriore integrazione della Mongolia Esterna. Sconvolta dalla prospettiva di una colonizzazione simile agli sviluppi nella Mongolia Interna durante il XIX secolo, l'aristocrazia mongola si rivolse all'Impero russo per chiedere sostegno. Nell'agosto 1911, una delegazione mongola andò a San Pietroburgo ed ottenne una promessa di sostegno limitato.
Al momento del loro ritorno, in Cina era scoppiata la Rivoluzione Xinhai, che, in seguito alla vittoria dei rivoluzionari, ebbe come conseguenza il rovesciamento del governo imperiale e la formazione della Repubblica di Cina. Nel dicembre 1911 i Mongoli deposero gli amban Qing a Ulan Bator e dichiararono la loro indipendenza sotto la guida dell'8° Jebtsundamba Khutuktu, che venne nominato Bogd Khan della Mongolia, staccandosi dalla dinastia Qing. I tentativi d'includere la Mongolia Interna nel nuovo stato fallirono per vari motivi, tra cui la debolezza militare dei mongoli interni per raggiungere la loro indipendenza, la mancanza di assistenza russa nei loro confronti (la Russia era vincolata negli affari della Mongolia Interna da trattati segreti con il Giappone) e la mancanza di sostegno da parte degli aristocratici della Mongolia Interna e dell'alto clero. Nell'accordo di Kjachta del 1915, Cina, Russia e Mongolia concordarono sullo status della Mongolia come mantenimento dell'autonomia sotto la sovranità cinese.
Tuttavia, la Repubblica di Cina fu in grado di usare la Rivoluzione d'ottobre e la conseguente guerra civile come pretesto per schierare truppe nella Mongolia Esterna e nel 1919 il governo mongolo venne costretto a firmare un trattato che aboliva l'autonomia della Mongolia. Secondo un dispaccio dell'Associated Press, alcuni capi mongoli firmarono una petizione chiedendo alla Cina di riprendere l'amministrazione della Mongolia e di porre fine all'autonomia della Mongolia Esterna. Il principe Darchin Ch'in Wang di Tusiyetu Khan Aimak era un sostenitore del dominio cinese mentre suo fratello minore Tsewang era un sostenitore del signore della guerra russo Ungern-Sternberg. Fu sotto l'occupazione cinese che venne fondato il Partito del Popolo Mongolo e ancora una volta esso si rivolse al nord, questa volta alla Russia sovietica, per chiedere aiuto. Nel frattempo, le truppe bianche guidate da Roman von Ungern-Sternberg avevano occupato Khüree all'inizio di marzo 1921 e un nuovo governo teocratico dichiarò l'indipendenza dalla Cina il 13 marzo. Ma scoppiò la Rivoluzione mongola del 1921 ed Ungern e le restanti truppe cinesi vennero cacciate nei mesi successivi; il 6 luglio 1921, il Partito del Popolo Mongolo e le truppe sovietiche presero Nijslėl Khüree. Il Partito del Popolo formò un nuovo governo, ma mantenne il Bogd Khaan come capo di stato nominale. Negli anni successivi, attraverso violente lotte di potere, l'influenza sovietica divenne sempre più forte e, dopo la morte del Bogd Khan, il 26 novembre 1924 venne proclamata la Repubblica Popolare Mongola. Il governo prese il controllo del sigillo del Bogda Khan dopo la sua morte, il 26 Novembre 1924, secondo la Costituzione della Repubblica Popolare Mongola.

### Consolidazione del potere (1925-1938)
Tra il 1925 e il 1928 si stabilì il nuovo regime. A quel tempo, la Mongolia era gravemente sottosviluppata. L'industria era inesistente e tutta la ricchezza era controllata dalla nobiltà e dalle istituzioni religiose. La popolazione contava meno di un milione di persone e si stava riducendo a causa di quasi la metà di tutti i maschi mongoli che vivevano nei monasteri. Nel 1928, il leader sovietico Iosif Stalin ed il Comintern ordinarono la collettivizzazione dell'agricoltura mongola. Ciò portò ad una crisi economica, che provocò rivolte nell'ovest e nel sud. Guidati dai lama, i ribelli presero il controllo di quattro province nella speranza di un intervento del venerato Panchen Lama o del sostegno dei giapponesi. Sebbene sorpreso dalla portata della rivolta, il governo sovietico reagì rapidamente per difendere il regime mongolo ed inviò merci e soldati. Circondate dalle forze comuniste e bombardate dall'aeronautica sovietica, le zone ribelli dovettero affrontare la fame, costringendo i ribelli a ricorrere al cannibalismo prima di essere sconfitti. Di conseguenza, il Politburo del Partito Comunista dell'Unione Sovietica criticò i comunisti mongoli per aver attuato la collettivizzazione in modo simile a quello dell'Unione Sovietica, costringendo il governo mongolo a passare al cosiddetto "Nuovo corso" e ad abbandonare per il momento il percorso non capitalista, inclusa la collettivizzazione. Lo storico Stephen Kotkin ha sostenuto che questo era un "capovolgimento completo che Stalin non avrebbe tollerato in patria", sebbene la collettivizzazione avesse provocato un caos economico simile ed una grande carestia nell'Unione Sovietica.
Nel 1934, Peljidiin Genden visitò Mosca e accusò con rabbia Stalin di "imperialismo rosso". Successivamente morì durante la Grande Purga, dopo essere stato indotto con l'inganno a prendersi una vacanza sul Mar Nero. Dopo il 1932, venne ridotta l'attuazione di un'economia di comando. Nel frattempo, le incursioni giapponesi in Manciuria furono un casus belli per Mosca per stanziare truppe in Mongolia. Nel 1936, Stalin ordinò poi la Grande Purga in Mongolia. Tra gli uccisi c'erano Genden, Anandyn Amar, Demid e Darizavyn Losol. Dopo la rimozione di Genden dal potere, subentrò il maresciallo Horloogijn Čojbalsan, un seguace di Stalin.

### Seconda guerra mondiale (1939-1945)
Durante la seconda guerra mondiale, a causa della crescente minaccia giapponese oltre il confine tra Mongolia e Manciuria, l'Unione Sovietica invertì il corso del socialismo mongolo a favore di una nuova politica di gradualità economica e di costruzione della difesa nazionale. Le armate sovietiche e mongole sconfissero le forze giapponesi che avevano invaso la Mongolia orientale nell'estate del 1939 nella battaglia di Khalkhin Gol e venne firmata una tregua che istituì una commissione per definire il confine mongolo-manciuriano nell'autunno di quel anno.
Dopo il 1941, l'economia della Mongolia venne riadattata per sostenere l'Unione Sovietica in ogni modo possibile, compreso il finanziamento di diverse unità militari sovietiche. Lo storico russo V. Suvorov ha scritto che l'aiuto mongolo durante la guerra sovietico-tedesca era importante come l'assistenza degli Stati Uniti, perché i vestiti pesanti spesso decidevano la vittoria nelle battaglie sul fronte orientale. Inoltre, i volontari mongoli combatterono nell'Armata Rossa contro le potenze dell'Asse in Europa.
Nel 1944, la Mongolia perse uno dei suoi vicini quando la Repubblica Popolare di Tuva si unì all'Unione Sovietica.
Nell'estate del 1945, l'Unione Sovietica usò la Mongolia come base per lanciare l'operazione offensiva strategica della Manciuria, un attacco riuscito contro i giapponesi. Il precedente accumulo portò in Mongolia 650.000 soldati sovietici, insieme a enormi quantità di equipaggiamento. L'Esercito Popolare Mongolo svolse un ruolo di supporto limitato nel conflitto, ma il suo coinvolgimento diede a Stalin i mezzi per costringere la parte cinese ad accettare finalmente l'indipendenza della Mongolia.

### Il trattato sino-sovietico del 1945 e l'indipendenza della Mongolia
La conferenza di Jalta del febbraio 1945 prevedeva la partecipazione dell'Unione Sovietica alla guerra del Pacifico. Una delle condizioni sovietiche per la sua partecipazione, avanzata a Jalta, era che dopo la guerra la Mongolia Esterna mantenesse il suo status quo. Il significato preciso di questo status quo divenne oggetto di contesa durante i colloqui sino-sovietici a Mosca nell'estate del 1945 tra Stalin e l'inviato di Chiang Kai-shek Tse-Ven Soong.
Stalin insistette sul riconoscimento da parte della Repubblica di Cina dell'indipendenza della Mongolia Esterna, qualcosa di cui godeva già de facto anche se rimaneva parte della Cina de jure. Chiang Kai-shek resistette all'idea ma alla fine cedette. Tuttavia, Chiang strappò a Stalin la promessa di astenersi dal sostenere il Partito Comunista Cinese, in parte come qui pro quo per aver rinunciato alla Mongolia esterna.
Pertanto, il trattato sino-sovietico garantì l'indipendenza della Mongolia esterna, ma pose fine anche alle speranze di Horloogijn Čojbalsan di unire la Mongolia Esterna con la Mongolia Interna, che rimase nelle mani della Cina. Čojbalsan inizialmente sperava che Stalin avrebbe sostenuto la sua visione della Grande Mongolia, ma il leader sovietico sacrificò facilmente la visione di Čojbalsan per le conquiste sovietiche, garantite dal trattato sino-sovietico e legittimate dagli accordi di Jalta. In questo senso, il trattato sino-sovietico segnò la divisione permanente della Mongolia in una Repubblica Popolare Mongola indipendente e in una vicina Mongolia Interna della Repubblica di Cina.

### Guerra fredda (1945-1985)

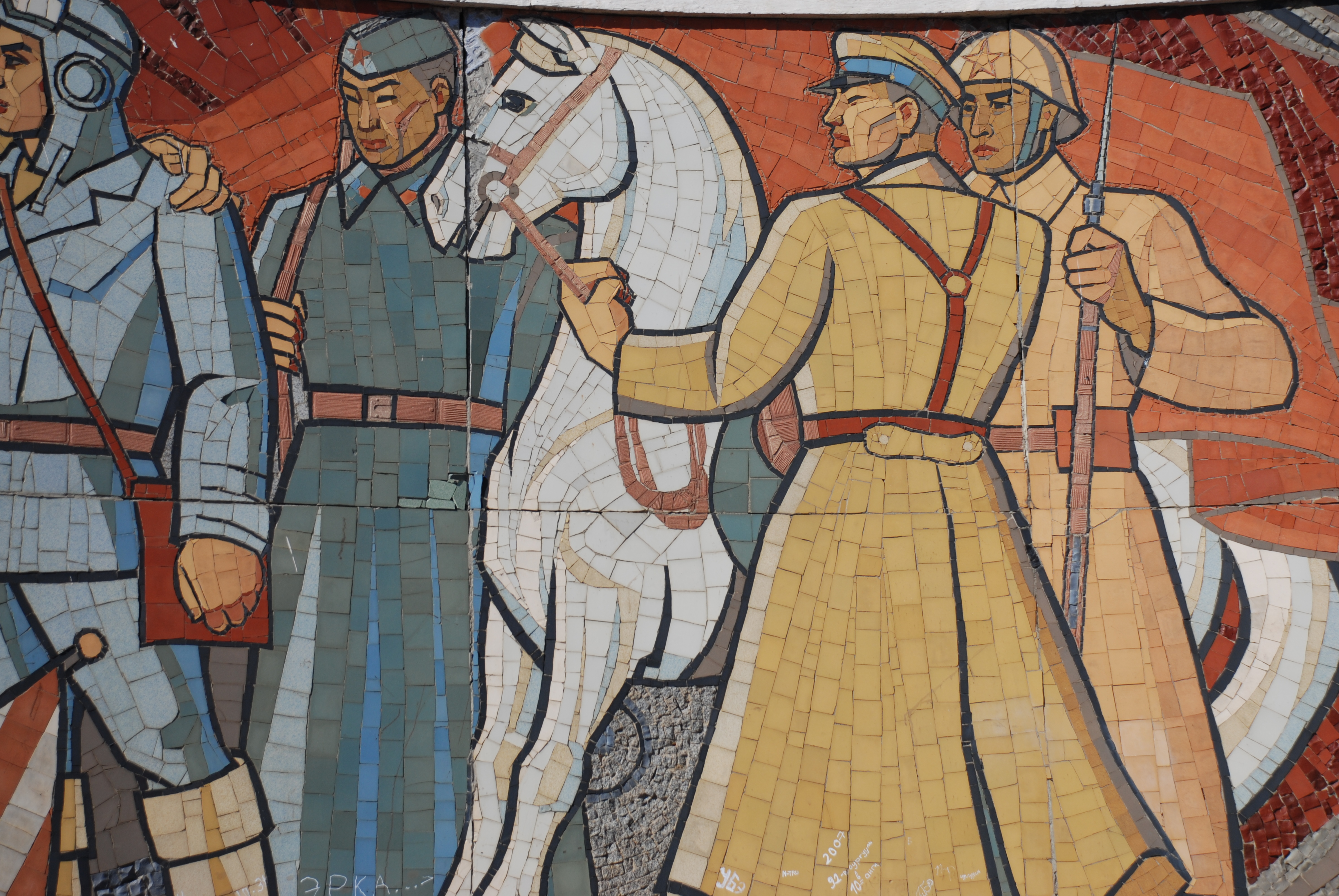
Un murale piastrellato sovietico-russo e mongolo al Memoriale di Zaisan della seconda guerra mondiale, Ulan-Bator, risale all'era della Repubblica Popolare.

Sicuro delle sue relazioni con Mosca, il governo mongolo passò allo sviluppo del dopoguerra, concentrandosi sull'impresa civile. La Mongolia era in quel momento uno dei Paesi più isolati del mondo, non avendo quasi alcun contatto con nessuna nazione al di fuori dell'Unione Sovietica. Dopo la guerra, i legami internazionali vennero ampliati e la Mongolia stabilì relazioni con la Corea del Nord e con i nuovi Stati comunisti nell'Europa orientale. La Mongolia e la Repubblica Popolare Cinese (RPC) si riconobbero nel 1949 e la RPC rinunciò a tutte le rivendicazioni sulla Mongolia Esterna. Tuttavia, Mao Zedong sperava in privato nella reintegrazione della Mongolia con la Cina. Sollevò questa questione davanti alla leadership sovietica già nel 1949 (in un incontro con Anastas Mikojan a Xibaipo), e poi, dopo essere stato fermamente respinto da Stalin, di nuovo nel 1954, un anno dopo la morte di Stalin. Nel 1956, in seguito alla denuncia di Stalin di Nikita Chruščëv, i leader cinesi tentarono di presentare l'indipendenza della Mongolia come uno degli errori di Stalin negli incontri con Mikojan. La risposta sovietica fu che i mongoli erano liberi di decidere il proprio destino.

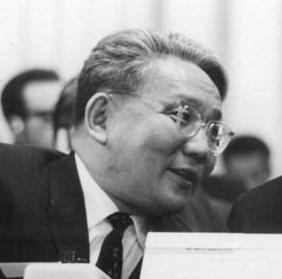
Yumjaagiin Tsedenbal guidò la Mongolia per più di 44 anni

Nel 1952 Čojbalsan morì a Mosca, dove era stato sottoposto a cure per il cancro. Gli successe come primo ministro Yumjaagiin Tsedenbal. A differenza del suo predecessore, Tsedenbal era entusiasta d'incorporare la Mongolia come repubblica costituente dell'Unione Sovietica. L'idea incontrò una strenua opposizione da parte di altri membri del PRPM e venne successivamente abbandonata.
Negli anni '50 i rapporti tra RPM e RPC migliorarono notevolmente. La Cina fornì l'aiuto economico tanto necessario, costruendo intere industrie a Ulan Bator, così come condomini. Migliaia di lavoratori cinesi vennero coinvolti in questi progetti fino a quando la Cina non li ritirò dopo il 1962, nel tentativo di fare pressione sulla Mongolia affinché rompesse con Mosca al momento del peggioramento delle relazioni sino-sovietiche.
Dopo l'inizio della crisi sino-sovietica, la Mongolia vacillò brevemente, ma presto prese una posizione nettamente filo-sovietica, essendo uno dei primi Paesi socialisti ad appoggiare la posizione sovietica nella disputa con la Cina. Il rafforzamento militare al confine sino-mongolo iniziò già nel 1963; nel dicembre 1965 il Politburo mongolo chiese all'Unione Sovietica di stazionare le sue forze militari in Mongolia. Nel gennaio 1966, con la visita di Leonid Brežnev in Mongolia, i due Paesi firmarono un trattato di mutua assistenza, aprendo la strada alla presenza militare sovietica nella RPM. Nel febbraio 1967, dopo settimane di peggioramento delle tensioni sino-sovietiche, Mosca approvò ufficialmente lo stazionamento della 39ª Armata sovietica riorganizzata in Mongolia.
Con l'incoraggiamento sovietico, la Mongolia aumentò la sua partecipazione a conferenze ed organizzazioni internazionali sponsorizzate dai comunisti. Nel 1955, la Mongolia tentò di aderire alle Nazioni Unite, ma la richiesta venne respinta dal veto della Repubblica di Cina (ora con sede a Taiwan) che mantenne la sua rinnovata pretesa sulla Mongolia. La Mongolia divenne membro delle Nazioni Unite nel 1961 dopo che l'Unione Sovietica minacciò di porre il veto all'ammissione di tutti gli stati africani appena decolonizzati se la Repubblica di Cina avesse nuovamente utilizzato il proprio veto. Le relazioni diplomatiche con gli Stati Uniti non vennero stabilite fino alla fine della guerra fredda. La Mongolia divenne oggetto di contesa tra l'Unione Sovietica e la Cina in seguito alla crisi sino-sovietica a causa della presenza di armi nucleari sovietiche.
All'inizio degli anni '80, Tsedenbal divenne sempre più autoritario ed imprevedibile. Dopo una serie di epurazioni di partito, venne espulso dall'incarico nell'agosto 1984 con il pretesto di "vecchiaia e incapacità mentale". La rimozione di Tsedenbal ebbe il totale sostegno sovietico, e si ritirò a Mosca dove visse fino alla sua morte per cancro nel 1991. Jambyn Batmönkh subentrò come segretario generale e s'immerse con entusiasmo nelle riforme attuate nell'Unione Sovietica da Michail Gorbačëv.

### Transizione (1985-1992)
Dopo che Michail Gorbačëv salì al potere in Unione Sovietica, attuò le politiche di perestrojka e glasnost'. L'atmosfera di riforma nell'Unione Sovietica spinse simili riforme in Mongolia. In seguito alle manifestazioni di massa nell'inverno del 1990, il PRPM iniziò ad allentare i suoi controlli sul sistema politico. Il Politburo del PRPM si dimise a marzo, e in maggio venne modificata la costituzione, eliminando il riferimento al ruolo del PRPM come forza guida nel paese, legalizzando i partiti di opposizione, creando un organo legislativo permanente ed istituendo la carica di Presidente. Il 29 luglio 1990 si svolsero le prime elezioni multipartitiche in Mongolia. I risultati elettorali restituirono la maggioranza al PRPM, che vinse con l'85% dei voti. Fu solo nel 1996 che il PRPM riformato passò all'opposizione.
L'Unione Sovietica ritirò le sue truppe di stanza in Mongolia e la sua assistenza tecnica e finanziaria, tra il 1987 e il 1992. Successivamente, la politica estera e di difesa della Mongolia mutò profondamente: “Il mantenimento di relazioni amichevoli con la Federazione Russa e la Repubblica Popolare Cinese sarà una priorità dell'attività di politica estera della Mongolia. Non adotterà la linea di nessuno dei due paesi, ma manterrà in linea di principio relazioni equilibrate con entrambi e promuoverà una cooperazione di buon vicinato a tutto campo."

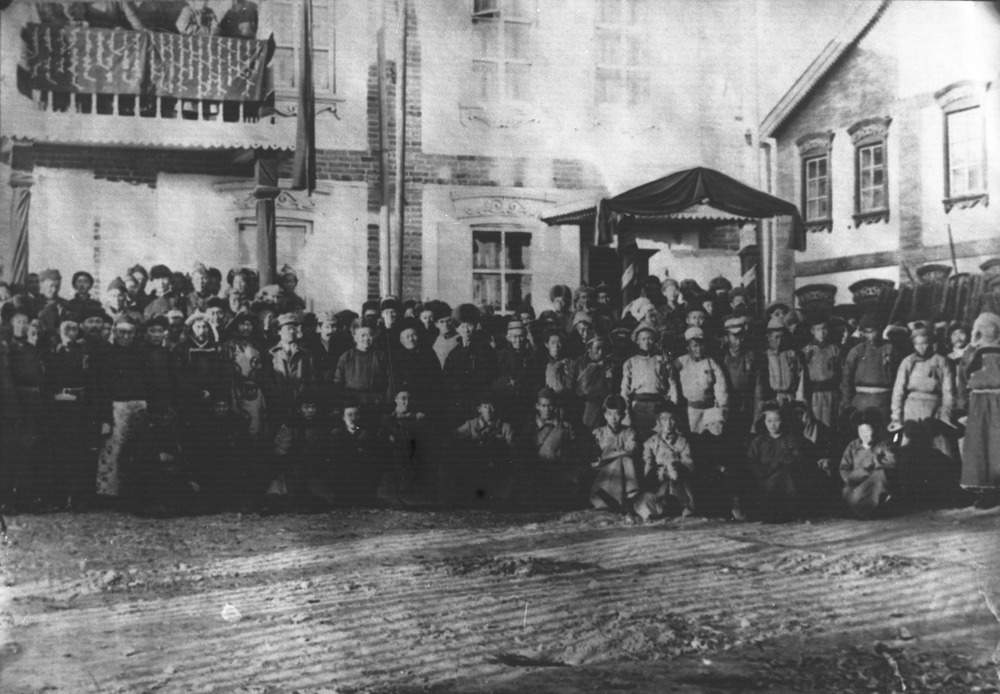
Primo Ulsyn Ikh Khural (Grande Assemblea di Stato) che discusse ed approvò la prima costituzione, novembre 1924.

## Geografia
Aveva una superficie complessiva comparabile a cinque volte la superficie dell'Italia.
Si trattava di una nazione senza sbocco sul mare con circa 8.114 km di confine di cui 4.673 km condivisi con la Cina e 3.441 km condivisi con l'Unione Sovietica. 
L'area geografica comprendeva principalmente territori desertici e montuosi con fortissime escursioni termiche tra il giorno e la notte e tra l'estate e l'inverno.

## Ordinamento giuridico
Il quadro giuridico venne stabilito dalla costituzione (Бүгд Найрамдах Монгол Ард Улсын Үндсэн Хууль) fino al 1941. Successivamente ci furono tre versioni originarie del 1924, del 1940 e del 1960.

## Economia

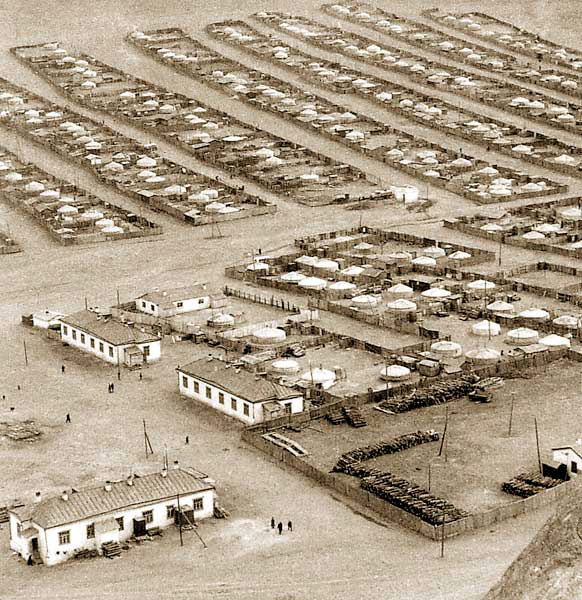
Quartiere di iurta sotto la collina di Zajsan, Ulan Bator, 1972

Alla vigilia della Rivoluzione del 1921, la Mongolia aveva un'economia sottosviluppata e stagnante basata sull'allevamento di animali nomade. L'agricoltura e l'industria erano quasi inesistenti; i trasporti e le comunicazioni erano primitivi; banche, servizi e commercio erano quasi esclusivamente nelle mani di cinesi o di altri stranieri. La maggior parte delle persone erano pastori nomadi analfabeti e gran parte della forza lavoro maschile viveva nei monasteri, contribuendo poco all'economia. La proprietà sotto forma di bestiame era di proprietà principalmente di aristocratici e dei monasteri; la proprietà dei restanti settori dell'economia era dominata da cinesi o da altri stranieri. I nuovi governanti della Mongolia dovettero quindi affrontare un compito arduo nella costruzione di un'economia moderna e socialista.
Lo sviluppo economico della Mongolia sotto il governo comunista può essere suddiviso in tre periodi: 1921-1939; 1940-1960; e dal 1961 ad oggi. Durante il primo periodo, che la Repubblica Popolare chiamava la fase della "trasformazione democratica generale", l'economia rimase principalmente agraria e sottosviluppata. Dopo un tentativo fallito di collettivizzare i pastori, il bestiame rimase nelle mani dei privati. Lo stato iniziò a sviluppare un'industria basata sulla lavorazione dei prodotti zootecnici e sull'allevamento nelle fattorie statali. I trasporti, le comunicazioni, il commercio interno ed estero, le banche e la finanza vennero nazionalizzati con l'assistenza sovietica; vennero poste sotto il controllo delle organizzazioni statali e delle cooperative mongole o delle società di capitale comune mongolo-sovietiche. Ulan Bator divenne il centro industriale della nazione.
Durante il secondo periodo, chiamato "costruzione delle fondamenta del socialismo", l'agricoltura venne collettivizzata, e l'industria venne diversificata in estrazione mineraria, lavorazione del legname e beni di consumo. La pianificazione centrale dell'economia iniziò nel 1931 con un piano quinquennale abortito e con piani annuali nel 1941; i piani quinquennali iniziarono di nuovo con il primo piano quinquennale (1948-1952). Gli aiuti sovietici, e dopo il 1949 cinesi, aumentarono, permettendo la costruzione della ferrovia Transmongolica – la ferrovia di Ulan Bator – e vari progetti industriali. Sebbene lo sviluppo industriale fosse ancora concentrato a Ulan Bator, il decentramento economico iniziò con il completamento della ferrovia di Ulan Bator e la creazione di impianti di trasformazione alimentare nei centri degli aimag.
La terza fase, che il governo chiamò "completamento della costruzione della base materiale e tecnica del socialismo", vide un'ulteriore industrializzazione e crescita agricola, aiutata in gran parte dall'adesione della Mongolia al Consiglio di mutua assistenza economica (Comecon) nel 1962. Dopo la crisi sino-sovietica, gli aiuti cinesi cessarono, ma la continua assistenza finanziaria e tecnica sovietica e dell'Europa orientale sotto forma di crediti, consulenti e joint venture consentì alla Mongolia di modernizzare e diversificare l'industria, in particolare nel settore minerario. Nuovi centri industriali vennero costruiti a Baganuur, Choibalsan, Darhan ed Erdenet, e la produzione industriale aumentò notevolmente. Sebbene la zootecnia fosse stagnante, la produzione agricola aumentò notevolmente con lo sviluppo delle terre vergini da parte delle fattorie statali. Il commercio estero con le nazioni del Comecon crebbe notevolmente. I sistemi di trasporto e comunicazione vennero migliorati, collegando la popolazione e i centri industriali ed estendendosi alle aree rurali più remote. Alla fine degli anni '80, la Mongolia si era sviluppata in un'economia agricolo-industriale, ma le carenze dell'economia mongola e l'esempio della perestrojka nell'Unione Sovietica portarono i leader mongoli ad intraprendere un programma di riforme per sviluppare ulteriormente l'economia in un direzione più capitalistica.
L'industria rappresentava il 7% del prodotto materiale netto (NMP) della Mongolia nel 1950, ma il 35% del totale nel 1985, e il commercio aumentò dal 10% nel 1950 al 26% nel 1985. L'agricoltura, inclusa la pastorizia, che rappresentava il 68% del NMP nel 1950, era scesa al 20% nel 1985. Nel 1960, il 61% degli occupati lavorava nel settore agricolo, ma nel 1985 solo il 33% si guadagnava da vivere in quel settore. Le cifre del PIL per la Mongolia registrano una crescita per tutti gli anni '80. Ancora nel 1988, l'aumento annuo del PIL ammontava al 5,1%.

## Sistema sanitario
Prima degli anni '20 la Mongolia non aveva servizi medici a parte quelli forniti dai lama. L'assistenza sanitaria in Mongolia è stata sviluppata dal 1922 sotto il modello Semashko sovietico con una vasta rete ospedaliera e clinica. Ciò richiedeva una grande disponibilità di personale clinicamente preparato, che non era disponibile. L'isolamento del paese fece sì che gli sviluppi della medicina tardassero a raggiungerlo. Il rapporto tra medici e popolazione generale aumentò notevolmente, tanto che nel 1990 c'erano più di 6.000 medici, tre quarti dei quali erano donne. Il sistema di assistenza medica era accessibile a costi bassi o nulli anche nelle aree più remote. Le case di riposo per maternità sponsorizzate dallo stato per donne rurali nelle ultime fasi della gravidanza contribuirono a ridurre la mortalità infantile da 109 per 1.000 nati vivi nel 1960 a 57,4 nel 1990 e la mortalità materna di circa il 25% dal 1960 al 1990.

## Esercito Popolare Mongolo

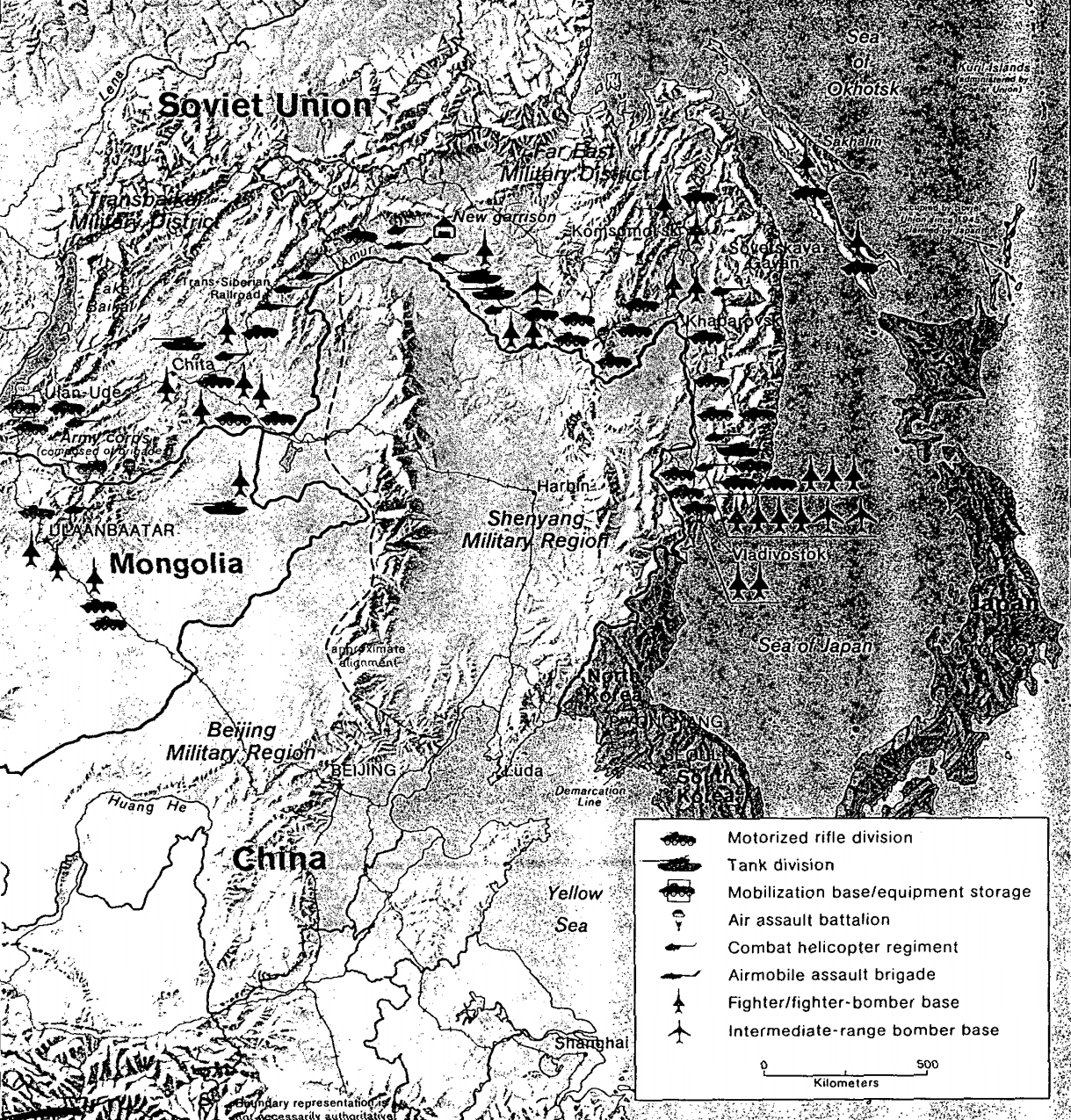
Distribuzione della potenza militare dell'Unione Sovietica in Estremo Oriente ed in Mongolia durante la guerra fredda

L'Esercito Popolare Mongolo (in mongolo: Монголын Ардын Арми, o Монгол Ардын Хувьсгалт Цэрэг) o Esercito Rivoluzionario Popolare Mongolo venne istituito il 18 marzo 1921 come esercito secondario sotto il comando dell'Armata Rossa dell'Unione Sovietica durante gli anni '20 e durante la seconda guerra mondiale.
Durante la crisi di Pei-ta-shan, la cavalleria musulmana cinese d'élite del Qinghai venne inviata dal governo cinese per distruggere i mongoli e i russi nel 1947.
Lo scopo delle Forze armate della Mongolia era la difesa nazionale, la protezione delle istituzioni comuniste locali e la collaborazione con le forze sovietiche nelle future azioni militari contro i nemici esterni, fino alla rivoluzione democratica della Mongolia del 1990.
L'Esercito Mongolo ricevette il sessanta per cento del bilancio del governo nei primi anni e si espanse da 2.560 uomini nel 1923 a 4.000 nel 1924 e a 7.000 nel 1927. Le forze armate native rimasero legate ai gruppi di intelligence dell'Armata Rossa e del NKVD. Gli agenti della polizia segreta mongola e gli agenti buriati mongoli del Comintern agivano come amministratori e rappresentavano il vero potere nel Paese, sebbene sotto la diretta guida sovietica.

### Annotazioni
1. ↑  Il cirillico mongolo venne usato dal 1941.
2. ↑  La scrittura mongola tradizionale venne usata dal 1924 al 1941.

### Fonti
1. ↑  Indipendenza riconosciuta formalmente dalla Cina il 5 gennaio 1946.
2. ↑   James Cotton, Asian Frontier Nationalism: Owen Lattimore and the American Policy Debates, a cura di D. K. Adams, Manchester University Press, 1989,  p. 130, ISBN 978-0-7190-2585-3.
3. ↑   UNPO: Tuva, su unpo.org. URL consultato il 15 agosto 2024.
4. ↑  C.R. Bawden, The modern history of Mongolia, Londra, 1968, pp. 191-201
5. ↑   Associated Press, Outer Mongolia, Tired of Autonomy, Asks China to Pay Her Princes and Take Her Back, in The New York Times, Pechino, 31 ottobre 1919. URL consultato il 22 gennaio 2023 (archiviato dall'url originale il 5 marzo 2016).
6. ↑   Owen Lattimore e Sh. Nachukdorji, Nationalism and Revolution in Mongolia, Brill Archive, 1955,  p. 171.
7. ↑   Mark Juergensmeyer, Global Rebellion: Religious Challenges to the Secular State, from Christian Militias to al Qaeda, University of California Press, 16 maggio 2008,  p. 139.
«bogda khan»
8. ↑   Mark Juergensmeyer, The New Cold War? Religious Nationalism Confronts the Secular State, University of California Press, 10 maggio 1993,  p. 118, ISBN 978-0-520-91501-5.
9. ↑   A. P. Samest Blaustein, Jay Adrian Sigler e Benjamin R. Beede, Independence documents of the world, vol. 2, Brill Archive, 1977,  p. 482, ISBN 978-0-379-00795-4.
10. 1 2  Kotkin, 2017, p. 97.
11. ↑  Kuzmin, S.L. e Oyuunchimeg J., Vooruzhennoe Vosstanie v Mongolii v 1932 g. Mosca, MBA Publ., 2015
12. ↑  Kuzmin, S.L. e Oyuunchimeg, J., Sotsializmyn Esreg 1932 Ony Mongol Dakh Boslogo. Ulan Bator: Munkhiin Useg, 2014
13. ↑  Christopher Kaplonski:  "Thirty thousand bullets: remembering political repression in Mongolia", in Kenneth Christie and Robert Cribb, eds., Historical Injustice and Democratic Transition in Eastern Asia and Northern Europe: Ghosts at the Table of Democracy, Londra 2002, p. 156, 167n2
14. ↑  /2206.htm;jsessionid=FAF6B2B851F446ED2DF18E8399923D43 ГЕРМАНЫГ ДАРСАН ХОЛБООТОН УЛСЫН НЭГ НЬ МОНГОЛ[collegamento interrotto] (in mongolo)
15. ↑  В.Суворов. Последняя республика ГЛАВА 8 У КОГО СОЮЗНИКИ ЛУЧШЕ? (in russo)
16. ↑  V.Suvorov, The last republic
17. ↑  Denys J. Voaden: Mongolian and Tuvan aid to wartime Russia, in: M. Gervers/U. Bulag/G. Long (eds.): History and society in Central and Inner Asia, Toronto 2007, pp. 273–277 (qui: p. 276).
18. ↑  Liu Xiaoyuan, Reins of Liberation: An Entangled History of Mongolian Independence, Chinese Territoriality, and Great Power Hegemony, 1911–1950 (Washington D.C.: Woodrow Wilson Press, 2006)
19. ↑  Sergeij Radčenko, "New Documents on Mongolia and the Cold War," Cold War International History Project Bulletin n. 16 (2008) Archiviato il 10 settembre 2008 in Internet Archive.
20. ↑   David Holley, Briefing Paper : For the First Time, Mongolians Have Political Choices, in Los Angeles Times, 24 luglio 1990. URL consultato l'8 agosto 2013.
21. ↑  Mongolia, Landmine Monitor Report 2000
22. ↑  Permanent Mission of Mongolia to the United Nations, Concept of Mongolia's Foreign Policy, 1994 Archiviato il 24 maggio 2011 in Internet Archive.
23. ↑  https://en.m.wikisource.org/wiki/The_World_Factbook_(1990)/Mongolia
24. ↑  mongolinternet.com Archiviato il 7 marzo 2018 in Internet Archive.; today.mn Archiviato il 6 agosto 2016 in Internet Archive. (in mongolo)
25. ↑  che comprendeva 50 articoli in 6 capitoli
26. ↑  che comprendeva 95 articoli in 12 capitoli; cf. Constitutions of nations, vol. 2 (1956) e testo mongolo Archiviato il 22 gennaio 2023 in Internet Archive.
27. ↑  che comprendeva 94 articoli in 10 capitoli; cf. Butler, The Mongolian legal system (1982)
28. ↑   Morris Rossabi, Modern Mongolia: From Khans to Commissars to Capitalists – California Scholarship, California University Press, DOI:10.1525/california/9780520243996.001.0001, ISBN 9780520243996. URL consultato il 7 febbraio 2021 (archiviato dall'url originale il 14 febbraio 2021).
29. ↑  (EN) Mongolia - Health and welfare, su Encyclopedia Britannica.
30. 1 2   Modern Mongolia: From Khans to Commissars to Capitalists - California Scholarship, su m.california.universitypressscholarship.com. URL consultato il 7 febbraio 2021 (archiviato dall'url originale il 14 febbraio 2021).
31. ↑   Andrew D. W. Forbes, Warlords and Muslims in Chinese Central Asia: a political history of Republican Sinkiang 1911–1949, Cambridge, CUP Archive, 1986,  p. 214, ISBN 978-0-521-25514-1. URL consultato il 28 giugno 2010.